# Цикл Кори

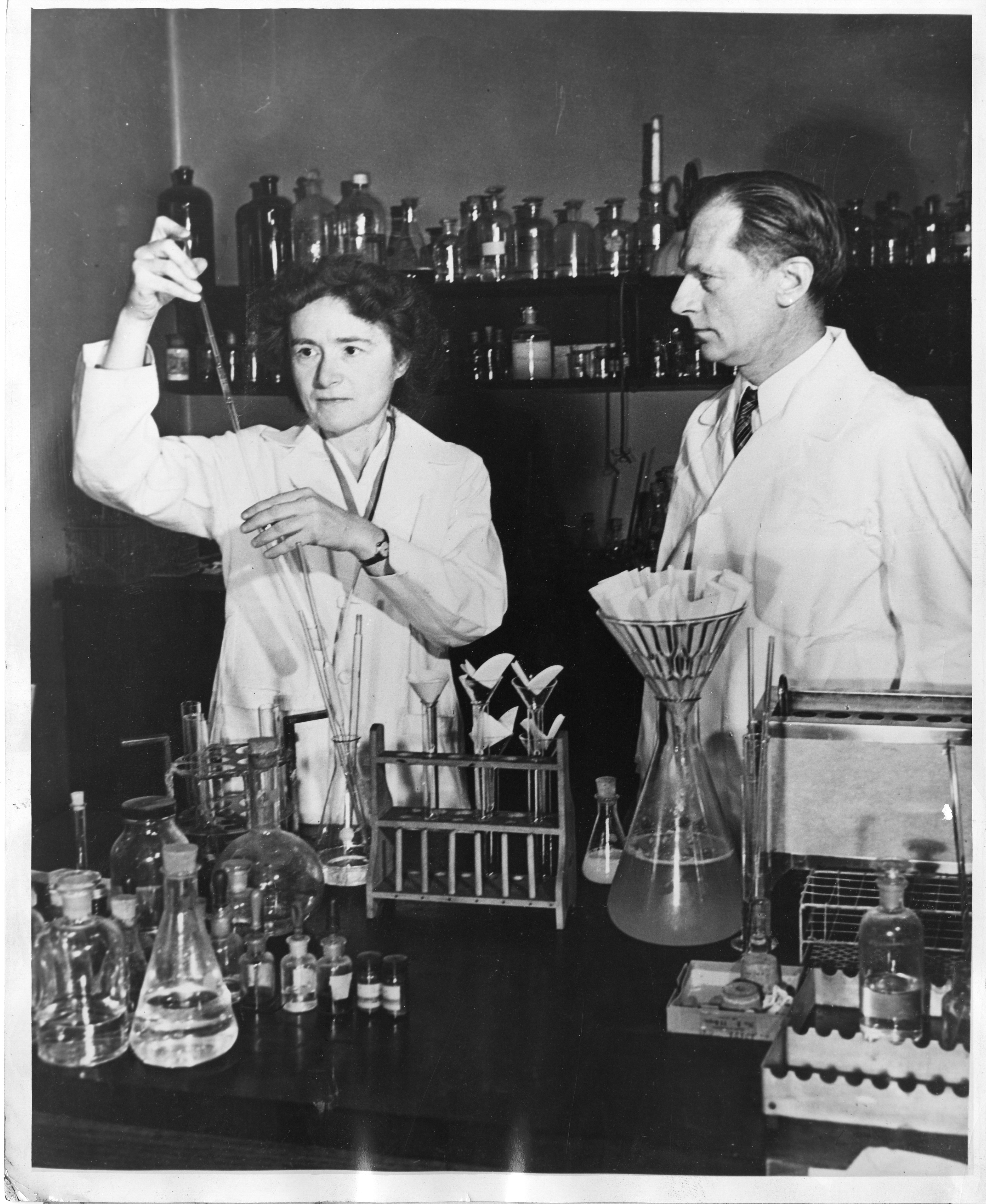
Тереза и Карл Кори вместе получили Нобелевскую премию по физиологии или медицине в 1947 «За открытие каталитического превращения гликогена».

Цикл Кори (также известный как цикл молочной кислоты или глюкозо-лактатный цикл), названный в честь его первооткрывателей Карла Фердинанда Кори и Герти Кори, представляет собой метаболический путь, при котором лактат, вырабатываемый в результате анаэробного гликолиза в мышцах, транспортируется в печень и превращается в глюкозу, которая затем возвращается в мышцы и циклически метаболизируется обратно в лактат. Расширенное описание включает метаболические пути глюконеогенеза, глутаминовую кислоту (Glu), части цитратного цикла и цикл мочевины.

Цикл Кори

Скелетная мышца не способна снова превращать лактат в глюкозу даже в аэробных условиях: ей не хватает ферментов глюконеогенеза. По этой причине происходит циркуляция метаболитов между мышцами и печенью — последняя имеет соответствующий ферментный репертуар. В своем первоначальном виде этот круговорот органов назывался «циклом Кори». Расширенная форма того же самого, «глюкозо-аланиновый цикл», возможно, имеет большее значение, поскольку она одновременно предотвращает отравление мышц аммиаком, доставляя его в аппарат детоксикации печени (цикл мочевины).

## Биологический смысл
При интенсивной мышечной работе, а также в условиях отсутствия или недостаточного числа митохондрий (например, в эритроцитах или мышцах) глюкоза вступает на путь анаэробного гликолиза с образованием лактата. Лактат не может далее окисляться, он накапливается (при его накоплении в мышцах раздражаются чувствительные нервные окончания, что вызывает характерное жжение в мышцах). С током крови лактат поступает в печень. Печень является основным местом скопления ферментов глюконеогенеза (синтез глюкозы из неуглеводных соединений), и лактат идет на синтез глюкозы.
Реакция превращения лактата в пируват катализируется лактатдегидрогеназой, далее пируват подвергается окислительному декарбоксилированию или может подвергаться брожению.
В целом, на этапах гликолиза цикла образуется 2 молекулы АТФ за счет 6 молекул АТФ, расходуемых на этапах глюконеогенеза. Каждая итерация цикла должна поддерживаться чистым потреблением 4 молекул АТФ. В результате цикл не может продолжаться бесконечно. Интенсивное потребление молекул АТФ в цикле Кори переносит метаболическую нагрузку с мышц на печень.

## История
Цикл Кори получил название по первооткрывателю — его открыла чешская ученая, лауреат Нобелевской премии Тереза Кори.

## Значение
Важность цикла основана на предотвращении лактоацидоза во время анаэробных условий в мышцах. Однако обычно, прежде чем это произойдет, молочная кислота выводится из мышц в печень.
Кроме того, этот цикл важен для производства АТФ, источника энергии, во время мышечной нагрузки. Окончание мышечной нагрузки позволяет циклу Кори функционировать более эффективно. Это погашает кислородный долг, поэтому и цепь переноса электронов, и цикл лимонной кислоты могут производить энергию с оптимальной эффективностью.
Цикл Кори является гораздо более важным источником субстрата для глюконеогенеза, чем пища. Вклад лактата цикла Кори в общее производство глюкозы увеличивается с увеличением продолжительности голодания до наступления плато. В частности, после 12, 20 и 40 часов голодания у добровольцев-людей на глюконеогенез приходится 41 %, 71 % и 92 % производства глюкозы, но вклад лактата из цикла Кори в глюконеогенез составляет 18 %, 35 % и 36 % соответственно. Оставшаяся глюкоза вырабатывается в результате расщепления белка, мышечного гликогена, и глицерина в результате липолиза.
Препарат метформин может вызывать лактоацидоз у пациентов с почечной недостаточностью, поскольку метформин ингибирует печеночный глюконеогенез цикла Кори, в частности комплекса 1 дыхательной цепи митохондрий. Накопление лактата и его субстратов для производства лактата, пирувата и аланина, приводит к избытку лактата. Обычно избыток кислоты, который является результатом ингибирования комплекса митохондриальных цепей, выводится почками, но у пациентов с почечной недостаточностью почки не могут справиться с избытком кислоты. Распространенное заблуждение гласит, что лактат является агентом, ответственным за ацидоз, но лактат представляет собой конъюгатное основание, которое в основном ионизируется при физиологическом рН и служит маркером образования кислоты, а не её причиной.

## Глюкозо-аланиновый цикл

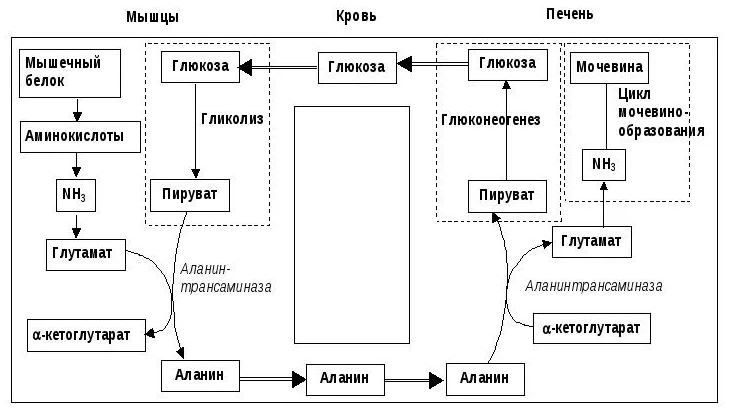
Глюкозо-аланиновый цикл

Белки расщепляются до аминокислот в цитозоле. Аминокислоты, в свою очередь, дезаминируются путем трансаминирования и помещают оставшиеся углеродные каркасы в цитратный цикл. Аминогруппа аминокислот временно переносится в кофактор пиридоксальфосфат (ПЛФ) при трансаминировании; Таким образом, ПЛФ превращается в пиридоксаминфосфат (ПАМФ). Аланинаминотрансфераза (АЛАТ, АЛТ) (также называемая глутамат-пируваттрансаминазой, ГПТ) переносит аминогруппировку ПАМФ на пируват в мышцах. Таким образом, образуется аланин и регенерированный ПЛФ, который, таким образом, может поглощать новые аминогруппы. Аланин транспортируется через кровь в печень, где АЛАТ из ПЛФ и аланина делает ПАМФ и пируват, который можно использовать для глюконеогенеза и отправлять обратно во внепеченочные клетки в виде глюкозы.
Через АЛАТ аминогруппа переносится из ПАМФ в α-кетоглутарат. Образующийся глутамат превращается в митохондриях клетки печени в α-кетоглутарат и NH3 с помощью глутаматдегидрогеназы (ГЛДГ), последний превращается из карбамоилфосфат-синтетазы I с CO2 в карбамоилфосфат, который поступает в цикл мочевины. Вторая группа мочевины NH2 поставляется через продукт трансаминирования аспартата (Asp), который, в свою очередь, расщепляется до аргинина и фумарата. Из аргинина в конечном итоге отделяется мочевина. Из фумарата можно регенерировать в аспартат через малат и оксалацетат (аспартатный цикл). Мочевина выводится через почки.
В отличие от цикла Кори, цикл аланина не только регенерирует углеводы, но и выводит NH3 из мышц. Однако для этого в синтезе мочевины в печени также необходимо потратить энергию на утилизацию NH3.

## Использованная литература
1. ↑  Carl and Gerty Cori and Carbohydrate Metabolism (англ.). National Historic Chemical Landmark. American Chemical Society (2004). Дата обращения: 12 мая 2020. Архивировано 25 января 2022 года.
2. ↑  Lehninger Principles of Biochemistry. — Fourth. — New York : W.H. Freeman and Company, 2005. — P. 543. — ISBN 978-0-7167-4339-2.
3. 1 2  "Cori Cycle. Virtual Chem Book 1–3. Elmhurst College (2003). Дата обращения: 3 мая 2008. Архивировано 23 апреля 2008 года.
4. ↑  John E. Gerich, Christian Meyer, Hans J. Woerle, Michael Stumvoll. Renal Gluconeogenesis (англ.) // Diabetes Care. — 2001-02-01. — Vol. 24, iss. 2. — P. 382–391. — ISSN 1935-5548 0149-5992, 1935-5548. — doi:10.2337/diacare.24.2.382. Архивировано 27 августа 2022 года.
5. ↑  Frank Q. Nuttall, Angela Ngo, Mary C. Gannon. Regulation of hepatic glucose production and the role of gluconeogenesis in humans: is the rate of gluconeogenesis constant? (англ.) // Diabetes/Metabolism Research and Reviews. — 2008-09. — Vol. 24, iss. 6. — P. 438–458. — doi:10.1002/dmrr.863. Архивировано 27 августа 2022 года.
6. 1 2 3 4  Joseph Katz, John A. Tayek. Gluconeogenesis and the Cori cycle in 12-, 20-, and 40-h-fasted humans (англ.) // American Journal of Physiology-Endocrinology and Metabolism. — 1998-09-01. — Vol. 275, iss. 3. — P. E537–E542. — ISSN 1522-1555 0193-1849, 1522-1555. — doi:10.1152/ajpendo.1998.275.3.E537.
7. ↑  George F. Cahill. Fuel Metabolism in Starvation (англ.) // Annual Review of Nutrition. — 2006-08-01. — Vol. 26, iss. 1. — P. 1–22. — ISSN 1545-4312 0199-9885, 1545-4312. — doi:10.1146/annurev.nutr.26.061505.111258. Архивировано 27 августа 2022 года.
8. ↑  S. Vecchio, A. Giampreti, V. M. Petrolini, D. Lonati, A. Protti. Metformin accumulation: Lactic acidosis and high plasmatic metformin levels in a retrospective case series of 66 patients on chronic therapy (англ.) // Clinical Toxicology. — 2014-02. — Vol. 52, iss. 2. — P. 129–135. — ISSN 1556-9519 1556-3650, 1556-9519. — doi:10.3109/15563650.2013.860985. Архивировано 15 ноября 2021 года.
9. ↑  C Sirtori. Re-evaluation of a biguanide, metformin: mechanism of action and tolerability (англ.) // Pharmacological Research. — 1994-11. — Vol. 30, iss. 3. — P. 187–228. — doi:10.1016/1043-6618(94)80104-5. Архивировано 16 июня 2022 года.
10. ↑  The myth of lactic acidosis. Дата обращения: 27 августа 2022. Архивировано 3 марта 2022 года.
11. ↑  Metformin toxicity.